# Flå
Flå er en kommune i Buskerud fylke i Norge. 
Den grænser i nord til Sør-Aurdal, i øst til Ringerike, i syd til Krødsherad og Sigdal, i vest til Nore og Uvdal, og i nordvest til Nes.  
Den var en del af  Viken fylke som blev etableret 1. januar 2020, men opløst fra 1. januar 2024.
Den ligger ved  nordenden af søen Krøderen (132 moh.) og den nedre del af Hallingdal. Højeste punkt er Gråfjell der er 1.466 moh.